# سلنات سدیم
سلنات سدیم (به انگلیسی: Sodium selenate) یک ترکیب شیمیایی با شناسه پاب‌کم ۲۵۹۶۰ است. شکل ظاهری این ترکیب، پودر سفید یا خاکستری است.